# Egoi Martínez
Egoi Martínez de Esteban (ur. 15 maja 1978 w Etcharry) – hiszpański kolarz szosowy startujący wśród zawodowców od 2001 roku.
Największy dotychczasowy sukces odniósł w 2006 roku wygrywając 10. etap Vuelta a España. Był też drugi na 15. etapie Tour de France. W 2003 roku został zwycięzcą znanego wyścigu wieloetapowego dla kolarzy poniżej 25 roku życia Tour de l’Avenir.

## Najważniejsze zwycięstwa i sukcesy
- 2003
  - 1. Tour de l’Avenir
- 2006
  - 11. etap w Vuelta a España
- 2008
  - lider (przez cztery etapy) w Vuelta a España